# José Ribamar Machado
José Ribamar de Faria Machado (Buriti, 7 de outubro de 1922 – Rio de Janeiro, 15 de maio de 2016) foi um advogado, jornalista e funcionário público brasileiro que foi deputado federal pelo Maranhão.

## Dados biográficos
Filho de Benedito Gonçalves Machado e Cândida de Faria Machado. Advogado formado em 1947 pela Universidade Federal do Rio de Janeiro e jornalista graduado em 1950 na mesma instituição, é especialista em Direito Aeronáutico e Espacial pelo Instituto de Direito Aeronáutico da Argentina. Em razão desse conhecimento representou o Brasil na IV Assembleia Geral da Organização da Aviação Civil Internacional realizada em 1953 em Brighton, Reino Unido.
Representou o Ministério da Aeronáutica no Comitê Interministerial para Facilitação do Transporte Aéreo Internacional, atuou na organização do I Congresso Internacional de Direito Aeronáutico realizado em São Paulo em 1963 e foi fundador da Associação Brasileira de Direito Aeronáutico e Espacial, onde também lecionou. Diplomado no Curso Superior de Guerra pela Escola Superior de Guerra em 1964, participou de outras assembleias da Organização da Aviação Civil Internacional nos anos seguintes como integrante da delegação brasileira.
Eleito deputado estadual via PSD em 1954, falhou ao buscar a reeleição pelas Oposições Coligadas no pleito seguinte. Seu retorno à política aconteceu ao eleger-se deputado federal pela ARENA em 1974 e 1978. Reeleito via PDS em 1982, ausentou-se na votação da Emenda Dante de Oliveira em 1984 e votou em Paulo Maluf no Colégio Eleitoral em 1985.
Após ser derrotado ao buscar um novo mandato abandonou a política e passou a residir no Rio de Janeiro onde faleceu vítima de embolia pulmonar..